# Opération « Si un jour... »

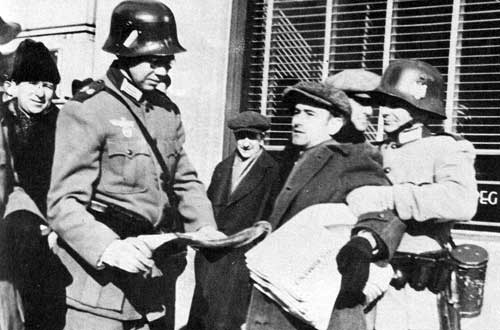
Faux Nazis harcelant un livreur de journaux durant le If Day.

L'opération « Si un jour… » (If Day en anglais) est une invasion nazie simulée de la ville canadienne de Winnipeg dans le Manitoba et ses alentours le 19 février 1942 lors de la Seconde Guerre mondiale. Elle fut organisée par le comité des obligations de guerre du Grand Winnipeg mené par l'influent homme d'affaires J. D. Perrin. Cet événement reste le plus grand exercice militaire jamais organisé à Winnipeg.
L'opération « Si un jour… » comportait un combat mis en scène entre les troupes canadiennes et des volontaires déguisés en soldats nazis, l'internement des politiciens influents, la mise en place de l'autorité nazie et une parade. Il permit de collecter plus de 3 millions de dollars canadien à Winnipeg. Il est l'objet d'un documentaire en 2006 et apparaît dans le film Winnipeg mon amour (My Winnipeg) de Guy Maddin.

## Contexte

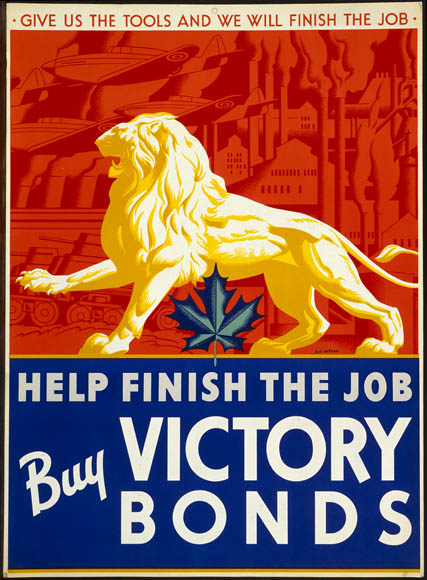
Affiche d'Alfred Joseph Casson pour les obligations de guerre, 1941.

Le If Day est conçu pour promouvoir l'achat d'obligations de guerre. Ces obligations, qui sont des prêts faits au gouvernement pour accroitre les dépenses militaires, sont vendues aux citoyens et aux entreprises de tout le Canada. L'organisation du If Day est pensée dans le cadre de la seconde campagne pour les obligations qui commence le 16 février 1942 et continue jusqu'au 9 mars. Le Manitoba espère ainsi récolter 45 millions de dollars canadiens (630,5 millions de dollars de 2013), dont 24,5 millions à Winnipeg. Le comité des obligations de guerre du Grand Winnipeg, une branche régionale du National War Finance Committee, organisa le If Day sous la présidence de J. D. Perrin. Les organisateurs pensent alors qu'amener la guerre (ou plutôt une simulation de celle-ci) au cœur de la vie des habitants permettrait de faire évoluer l'attitude de ceux qui ne se sentaient pas concernés par le conflit.
Le comité divise le Manitoba en 45 secteurs représentant une cible d'un million de dollars. L'argent gagné par l'achat des obligations devait permettre de les « reprendre » aux envahisseurs nazis. La carte est affichée dans le centre-ville et le If Day est annoncé dans les journaux locaux quelques jours avant mais l'« invasion » prend de nombreux citoyens par surprise,. Pour éviter une panique, les résidents frontaliers du nord du Minnesota sont également avertis car les informations alarmantes de la radio pouvaient y être reçues. Les organisateurs espèrent éviter une répétition du canular radiophonique sur La Guerre des Mondes de 1938 lorsque l'annonce d'une invasion extraterrestre terrifia les habitants. Les appareils de l'Aviation royale du Canada peints pour ressembler aux avions allemands survolent la ville le 18 février. Selkirk, une petite ville au nord-est de Winnipeg, organise sa propre simulation avec un black-out d'une heure et un faux bombardement le 18 février en préparation de l'événement principal.

## Événements
La simulation implique 3 500 membres de l'armée canadienne, représentant toutes les unités de Winnipeg faisant de celle-ci le plus grand exercice militaire organisé à Winnipeg jusque-là,. Les défenseurs sont commandés par les colonels  E. A. Pridham et D. S. McKay,. Les soldats sont issus des Royal Winnipeg Rifles, du Queen's Own Cameron Highlanders of Canada, des Winnipeg Grenadiers, de l'infanterie légère de Winnipeg, de la garde des vétérans du Canada (dont 300 vétérans de la Première Guerre mondiale), du 18e régiment blindé du Manitoba et de la réserve militaire de la ville. Les « troupes nazies » sont des volontaires de la chambre de commerce portant des uniformes loués à Hollywood avec des cicatrices peintes sur le visage,,. Ils étaient commandés par Erich von Neurenberg mais on ne sait pas s'il s'agissait d'un pseudonyme ou de son vrai nom. Environ trois mille dollars sont dépensés pour l'organisation.
Les patrouilles nazies commencent dans la ville avant 5 h 30 le 19 février. Un annonceur radio est emprisonné et son micro est réquisitionné à 5 h 45. Les troupes nazies s'organisent à l'ouest de la ville une demi-heure après les premières patrouilles. Les troupes canadiennes sont massées dans la caserne de Fort Osborne et aux armureries de Minto et de Macgregor à 6 h 30 et à 7 h, la sirène annonçant un raid aérien est déclenchée et un blackout est organisé en préparation de l'invasion,,. Le faux bombardement aérien débute à 7 h. Trois minutes plus tard, les troupes nazies entament leur attaque simulée de la ville défendue par un petit groupe de réservistes assistés par des organisations civiles locales. Les soldats forment un périmètre défensif autour du centre-ville et des zones industrielles de la ville à environ cinq kilomètres de l'hôtel de ville,.
Les combats incluent d'importants mouvements de troupes et la destruction simulée des principaux ponts,. Neuf formations tiennent trois positions chacune durant la séquence d'invasion très précisément écrite ; elles sont dirigées via un téléphone (une ligne par formation) et des signaux lumineux émis depuis le quartier-général installé à la chambre de commerce. Le schéma défensif est similaire à celui employé à Paris durant la Première Guerre mondiale pour diriger les soldats vers le front. Des blindés légers sont positionnés aux intersections routières et ferroviaires avec l'intensification des combats. Trente véhicules anti-aériens tirent à blanc sur les appareils survolant la ville aidés par les batteries anti-aériennes situées sur les bâtiments du centre-ville. La première fausse perte est rapportée à huit heures. Des stations sanitaires sont installées à des points stratégiques pour traiter les fausses victimes ; elles soignent également les deux vraies victimes de l'événement : un soldat qui s’est foulé la cheville et une femme qui s'est coupé le pouce en préparant des toasts durant le blackout matinal.

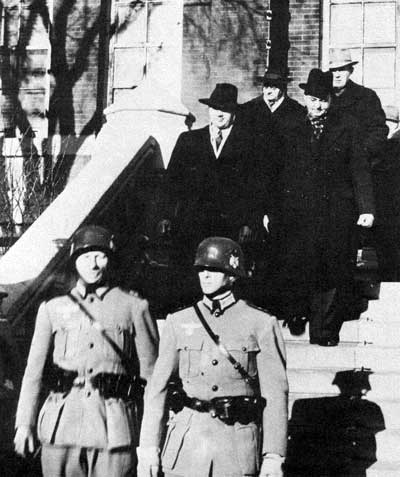
Arrestations des fonctionnaires de la ville.

À 9 h 30, les troupes canadiennes capitulent et se rendent au point de rassemblement au centre-ville maintenant occupé. Les faux Nazis commencent une large campagne de harcèlement et envoient des troupes armées dans toute la ville. Un char descend Portage Avenue, l'une des principales rues de la ville. Certaines personnes sont emmenés dans un camp d'internement à Lower Fort Garry ; parmi les prisonniers figurent d'éminents politiciens locaux comme le Premier ministre John Bracken (arrêté avec plusieurs membres de son cabinet lors d'un caucus), le maire John Queen, le lieutenant-gouverneur du Manitoba Roland F. McWilliams et l'ambassadeur norvégien aux États-Unis Wilhelm de Morgenstierne alors en visite dans la région,. Un membre du conseil, Dan McClean, s'échappe mais est recapturé après une recherche intensive. Le chef de la police, George Smith, évite la capture car il déjeune à l'extérieur quand les soldats arrivent à son bureau. L'Union Flag de Lower Fort Garry est remplacé par le drapeau nazi. La ville est renommée « Himmlerstadt » et Main Street devint "Hitlerstrasse",.
Erich von Neurenberg prend les fonctions de gauleiter (responsable administratif) ; il est assisté par George Waight qui joue le rôle du chef local de la Gestapo,. Leur objectif mis en scène est d'aider Hitler dans ses plans pour coloniser la région faiblement peuplée. Von Neurenberg publie le décret suivant qui est affiché dans toute la ville :
« 
1. Ce territoire fait maintenant partie du Grand Reich et est placé sous la juridiction du colonel Erich Von Neuremburg, Gauleiter du Führer.
2. Aucun civil n'est autorisé dans les rues entre 21 h 30 et le lever du soleil.
3. Tous les lieux publics sont interdits aux civils et les rassemblements de plus de huit personnes sont interdits quel que soit l'endroit.
4. Tous les foyers doivent accueillir cinq soldats.
5. Toutes les organisations de nature militaire, semi-militaire ou fraternelle sont dès à présent dissoutes et interdites. Les organisations de jeunesse comme les scouts restent autorisés mais sous la direction du Gauleiter et des sections d'assaut.
6. Tous les propriétaires de voitures, de camions et de bus doivent s'enregistrer au Quartier-Général où leurs véhicules seront saisis par l'Armée d'Occupation.
7. Chaque fermier doit immédiatement communiquer tous ses stocks de céréales et son cheptel et aucun produit agricole ne pourra être vendu sans passer par le bureau du Kommandant du ravitaillement de Winnipeg. Il ne pourra rien garder pour sa propre consommation mais devra le racheter à l'Autorité Centrale de Winnipeg.
8. Tous les symboles nationaux à l'exception de la Swastika doivent être immédiatement détruits.
9. Chaque habitant recevra une carte de rationnement ; la nourriture et les vêtements ne pourront être achetés que sur présentation de cette carte.
10. Les délits suivant seront punis de mort sans procès :
  1. Tenter d'organiser les résistances contre l'Armée d'Occupation.
  2. Entrer ou sortir de la province sans autorisation.
  3. Incapacité à communiquer tous les biens possédés si demandé.
  4. Possession d'armes à feu.

Personne n'agira, ne parlera ou ne pensera en contradiction de nos décrets.
 »

Titre du Winnipeg Tribune, 19 février 1942

Des pancartes sont accrochées dans les églises interdisant les services religieux et tous les prêtres qui refusent sont arrêtés. Les bus sont stoppés et leurs passagers fouillés par des soldats armés. Le Winnipeg Tribune est renommé Das Winnipeger Lügenblatt (« Le journal mensonger de Winnipeg »), une publication nazie avec des articles largement censurés et une première page presque entièrement rédigée en allemand. Un article satirique note qu'« il s'agit d'un grand jour pour le Manitoba… Les Nazis comme Der Führer sont patients, aimables et tolérants mais LEUR PATIENCE COMMENCE À S'ÉPUISER RAPIDEMENT ». Henry Weppler, un livreur de journaux du Winnipeg Free Press est attaqué et ses exemplaires déchirés,. Le Winnipeg Free Press fait sa une sur l'« invasion » et décrit avec beaucoup de détails la dévastation causée par les Nazis à Winnipeg.
Des livres sont brulés en face de la branche Carnegie de la bibliothèque publique de Winnipeg (les livres avaient déjà été sélectionnés pour la destruction car endommagés ou trop vieux),. Des soldats entrent dans la cafétéria de la société Great West Life et volent les repas des employés. Ils saisissent les parkas de la gendarmerie royale et les portent toute la journée car les températures sont inférieures à −8 °C. Dans une école élémentaire, le directeur est arrêté et remplacé par un éducateur nazi devant enseigner la « Vérité nazie » ; des cours spéciaux sont préparés pour les collégiens de toute la ville,. Certains magasins et maisons sont pillés par les faux soldats. La monnaie canadienne est remplacée par de faux reichsmarks allemands, la seule monnaie de propagande que le Canada ait créé durant la guerre,,,.

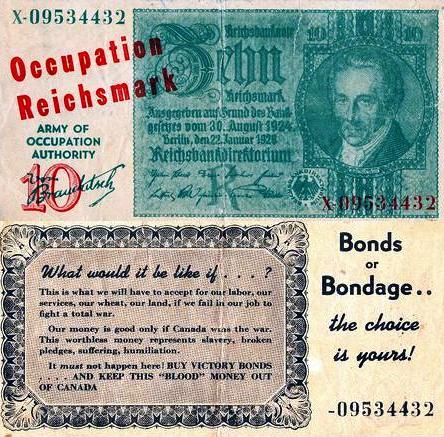
Faux billets allemands ; le revers faisait la publicité des obligations de guerre.

La journée se termine à 17 h 30 avec la cérémonie de libération des prisonniers, une parade et les discours des dignitaires relâchés,. Des membres du comité d'organisation et des commerçants locaux défilent le long de Portage Avenue avec des pancartes portant les slogans « Cela ne doit PAS arriver ici ! » et « Achetez des obligations de guerre ». Après la parade, un banquet est organisé dans le bâtiment de la Compagnie de la Baie d'Hudson. L'ambassadeur de Morgenstierne parle de ses expériences avec le If Day et la Norvège, avançant que « l'occupation imaginaire de Winnipeg était un aperçu authentique du comportement allemand dans l'Europe occupée ».
Les villes alentour sont également affectées par l'invasion : par exemple, à Neepawa, des soldats nazis font face aux habitants dans les rues. Virden est renommé « Virdenberg ». Une fausse attaque est organisée contre des cibles stratégiques à Brandon. La Société Radio-Canada diffuse un programme intitulé « Swastika sur le Canada » dans toute la province avec des musiques militaires et des extraits de discours d'Hitler.

## Effets

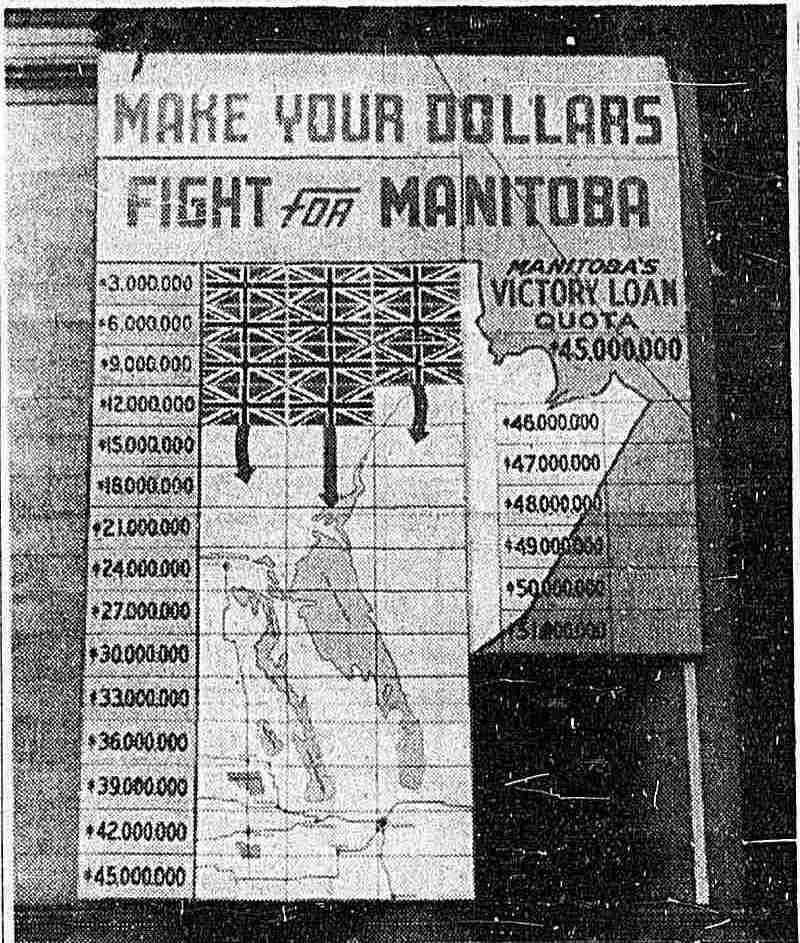
Carte montrant la vente des obligations de guerre dans le Manitoba

L'opération « Si un jour… » entraine non seulement des ventes d'obligations de guerre dans le Grand Winnipeg bien supérieure à l'objectif mais elle attire également l'attention de toute l'Amérique du Nord sur les moyens innovants utilisés dans la ville. Le magazine Life publie un article illustré sur les activités du If Day à Winnipeg et dans les autres villes du Manitoba rédigé par William Shrout. Des journalistes de plusieurs périodiques américains dont Newsweek, The New York Times et The Christian Science Monitor sont également présents pour l'événement ; le caméraman Lucien Roy réalise un film de la journée. Des journaux de pays aussi distants que la Nouvelle-Zélande rapportent l'événement. Environ quarante millions de personnes dans le monde eurent connaissance de l'opération.
La seule journée du 19 février permet de lever 3,2 millions de dollars, le record journalier pour la ville. Winnipeg réalise son quota d'obligations de guerre de vingt-quatre millions le 24 février, largement grâce aux effets du If Day. Le total pour la province est de soixante millions, bien au-delà des quarante-cinq millions prévus. La campagne permet de récolter environ deux milliards de dollars à l'échelle nationale et l'opération est considérée comme l'un des événements les plus efficaces de la campagne de collecte de fonds. Les fonctionnaires avaient espéré une hausse significative du nombre de recrues à l'issue de la journée, mais celle-ci ne parvient pas à enrayer le déclin du recrutement : seulement vingt-trois personnes s'engagent au bureau de recrutement de Winnipeg le jour de l'opération, contre trente-six par jour en moyenne durant la première moitié du mois de février.
Le If Day est copié par plusieurs autres communautés. Le gouvernement américain contacte le comité d'organisation pour obtenir les détails de l'événement. Une invasion sur une plus petite échelle est organisée à Vancouver et utilise des matériels promotionnels employés à Winnipeg.
En 2006, un documentaire pour la télévision sur le If Day est réalisé par Aaron Floresco. Ce dernier incorpore des films de l'événement ainsi que des interviews avec des historiens et des participants. Le réalisateur Guy Maddin utilise une brève séquence cinématographie de l'événement dans son film Winnipeg mon amour (My Winnipeg) de 2006.